# 女優めし
『女優めし』（じょゆうめし）は、原作：藤川よつ葉、漫画：うえのののによる日本の漫画作品。『週刊ヤングジャンプ』（集英社）にて、2022年27号から2025年35号まで連載。うえのは本作が連載デビュー作である。八王子のローストポーク丼の店や牛たんの檸檬など、実在する店舗を舞台に描かれるグルメ漫画。
2022年9月には単行本第1巻の発売を記念してボイスコミックを公開。
2025年3月より、フジテレビTWO・ひかりTVチャンネルにてテレビドラマが放送・配信。

## 登場人物
声の項はボイスコミックの声優。
和泉 撫子（いずみ なでしこ）
声 - 浅倉唯
本作の主人公。女優。

## 書誌情報
- 藤川よつ葉（原作）・うえののの（漫画）『女優めし』集英社〈ヤングジャンプ コミックス〉、既刊12巻（2025年7月17日現在）
  1. 2022年9月16日発売[1][9]、ISBN 978-4-08-892431-1
  2. 2022年12月19日発売[10]、ISBN 978-4-08-892539-4
  3. 2023年3月17日発売[11]、ISBN 978-4-08-892624-7
  4. 2023年6月19日発売[12]、ISBN 978-4-08-892761-9
  5. 2023年9月19日発売[13]、ISBN 978-4-08-892821-0
  6. 2024年1月18日発売[14]、ISBN 978-4-08-893105-0
  7. 2024年4月18日発売[15]、ISBN 978-4-08-893208-8
  8. 2024年7月18日発売[16]、ISBN 978-4-08-893308-5
  9. 2024年10月18日発売[17]、ISBN 978-4-08-893414-3
  10. 2025年1月17日発売[18]、ISBN 978-4-08-893533-1
  11. 2025年3月18日発売[19]、ISBN 978-4-08-893623-9
  12. 2025年7月17日発売[20]、ISBN 978-4-08-893701-4

## テレビドラマ
2025年3月30日からフジテレビTWOで放送、ひかりTVチャンネルで配信。主演は堀未央奈。

### キャスト

#### 主要人物
和泉撫子（いずみ なでしこ）
演 - 堀未央奈
「最後の大和撫子」と称された国民的女優。
篠原凜華（しのはら りんか）
演 - SUMIRE
ファッション雑誌の編集者。撫子とは上京仲間で幼なじみで親友。広島出身
小野健二郎（おの けんじろう）
演 - 小方蒼介
撫子のマネージャー。
渡辺ゆうの
演 - 永瀬真梨（Rain Tree）
撫子に憧れ、同じ事務所の新人女優。

### スタッフ
- 原作 - 藤川よつ葉 / 漫画 - うえののの『女優めし』（集英社「週刊ヤングジャンプ」連載）[8]
- 脚本 - 遠山絵梨香[8]
- 演出 - 朝比奈陽子[8]
- プロデューサー・演出 - 小林和紘（FCC）[8]
- プロデュース - 田上向日葵（フジテレビ）[8]
- 協力プロデューサー - 荒井俊雄（フジテレビ）[8]
- 特別協力 - ひかりTV[8]
- 制作協力 - FCC[8]
- 制作著作 - フジテレビ